# Estreito de Iugor

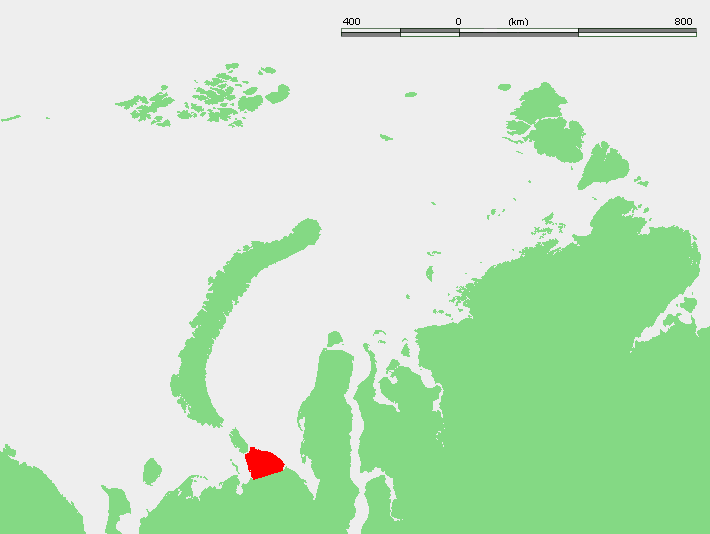
O estreito fica a norte da península de Iugor, em destaque na imagem

O estreito Yugorsky ou estreito de Iugor, estreito de Yugor ou  estreito Iugorsky (em russo:  Югорский Шар, Yugorsky Shar' é um estreito situado na costa ártica da Sibéria, e que liga mar de Pechora, a leste, com o mar de Kara, a oeste. Tem uma largura mínima de 3 km e máxima de 10 km. 
O estreito separa a ilha Vaigach da península de Iugor, na Nenétsia continental. Administrativamente, pertence ao distrito autónomo de Nenetsia, dependente do óblast de Arcangel.